# Capnogryllacris helocephala
Capnogryllacris helocephala är en insektsart som beskrevs av Andrej Vasiljevitj Gorochov 2003. Capnogryllacris helocephala ingår i släktet Capnogryllacris och familjen Gryllacrididae. Inga underarter finns listade i Catalogue of Life.